# Kingston on Murray
Kingston on Murray ist eine Siedlung im Osten des australischen Bundesstaates South Australia. Sie liegt in der Region Riverland am Südufer des Murray River.
Kingston on Murray gehört zur Local Government Area Loxton Waikerie Council, zum Staatswahlkreis Chaffey und zum Bundeswahlkreis Division of Barker.
Bei der Volkszählung 2021 wurden 312 Einwohner gezählt.

## Namensherkunft
Benannt wurde die Siedlung nach Charles Kingston, der von 1893 bis 1899 20. Premierminister von South Australia war.

## Verkehr

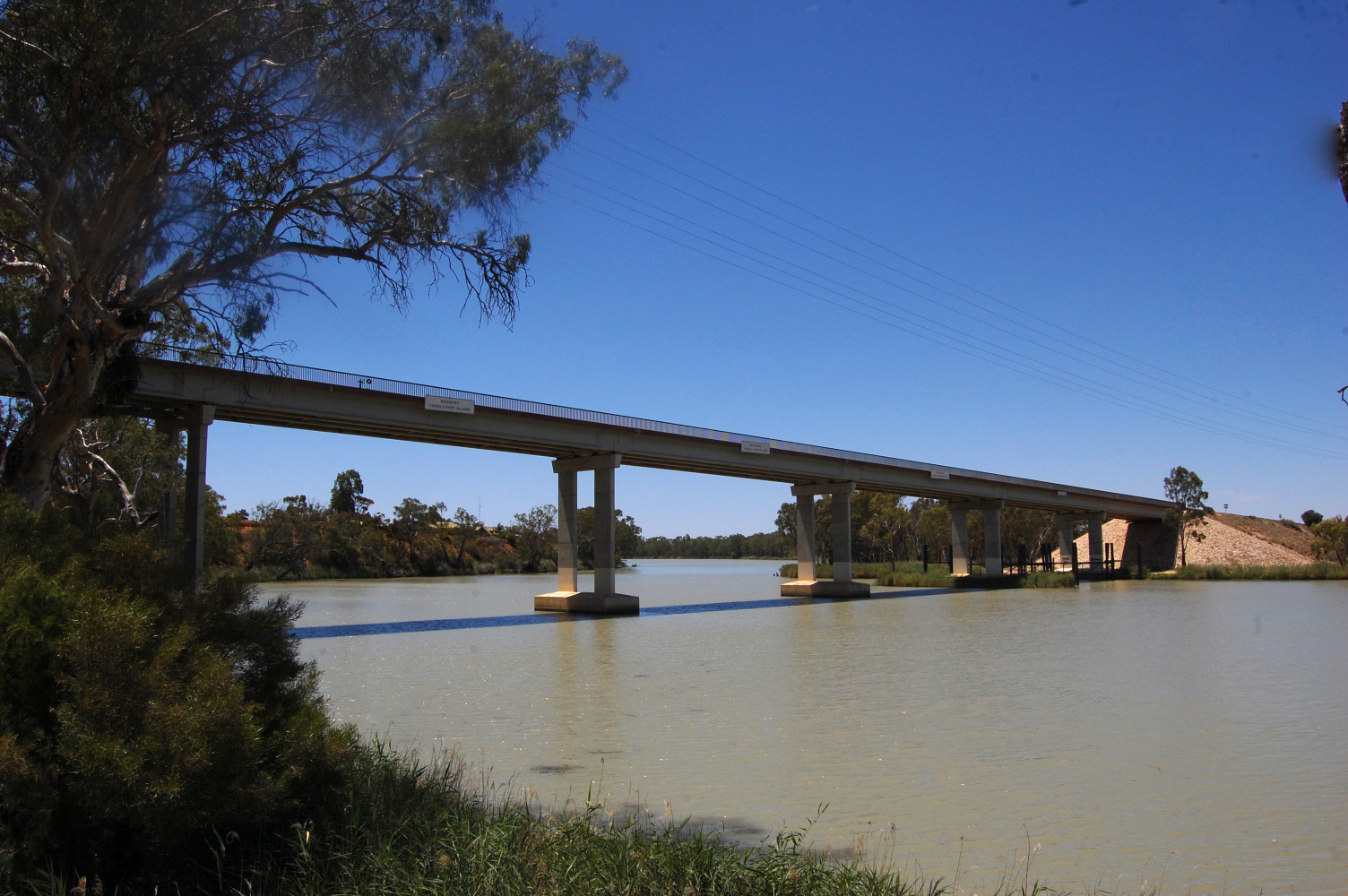
Brücke über den Murray River bei Kingston on Murray im Verlauf des Sturt Highway

Der Sturt Highway führte früher durch die Siedlung, wird heute aber auf einer Ortsumgehung geführt und überquert dort den Murray River auf einer Brücke. Vor dem Bau der Brücke gab es zwei Seilfähren, die Autos über den Fluss transportierten.